# Leonel Trindade
Leonel de Freitas Sampaio Trindade (* 16. Juli 1903 in Torres Vedras; † 4. Januar 1992 ebenda) war ein portugiesischer Archäologe und Museumsdirektor. Das von ihm mit aufgebaute und später geleitete Museu Municipal Leonel Trindade de Torres Vedras trägt heute seinen Namen.

## Leben
Leonel Trindade wurde als Sohn des Modeladeninhabers Joaquim Marques Trindade und dessen Frau Adelaide Freitas Sampaio Trindade in Torres Vedras geboren, einer Kleinstadt dreißig Kilometer nördlich von Lissabon. Leonel verbrachte seine Jugend in Torres Vedras, 1921 schloss er den Schulbesuch mit einem Diplom am Gymnasium Liceu Passos Manuel in Lissabon ab. Seinen Wunsch eines Ingenieur-Studiums an der Universität konnte er sich nicht erfüllen, stattdessen führte er auf Drängen seiner Familie das gut gehende Modegeschäft – eines der erfolgreichsten Geschäfte der Stadt – weiter.

### Pfadfinderbewegung und politisches Engagement
In den 1920er Jahren trat er der Pfadfinderbewegung bei und hatte bei einem internationalen Treffen (Jamboree) in Birkenhead (Großbritannien) im Jahr 1929 die Gelegenheit Baden Powell, den Gründer der Bewegung, selbst kennenzulernen. Dabei begeisterte er sich auch für die Sprache Esperanto, die er dann Pfadfindern in Torres Vedras beibrachte. Durch die Pfadfinderbewegung wurde auch sein Sinn für die Natur und das Interesse an der genauen Erkundung seiner Umwelt angeregt, das später in seine archäologischen Aktivitäten mündete. Außerdem entsprachen die Prinzipien der Brüderlichkeit, der Völkerverständigung und der Bemühung um Frieden zwischen den Völkern ganz seiner Geisteshaltung, die sich auch darin ausdrückte, dass er sich während der Diktatur des „Estado Novo“ in Portugal verschiedenen Oppositionsbewegungen anschloss: der Liga Republicana (1930), der Aliança Republicana Socialista (1931) und der Mocidade Republicana (1932).

### Mitarbeit am Museum
Ab 1929 wirkte er beim Aufbau des neu gegründeten städtischen Museums mit. Dort wurden auch heimlich mit einer Vervielfältigungsmaschine antifaschistische Pamphlete gedruckt und dann verteilt. Als nach langen, gefährlichen Jahren am 25. April 1974 (Nelkenrevolution) die Diktatur in Portugal vorbei war, wurde er am 20. August 1978 Mitglied der kommunistischen Partei des Landes. Seine archäologischen Aktivitäten begannen jedoch schon in den 1920er Jahren. Seine Verdienste um die Sammlungen führte schließlich im Jahr 1934 zu seiner Ernennung zum Vizedirektor des Museums. Zusammen mit dem Arzt, Dr. Aurélio Ricardo Belo, dem damaligen Museumsdirektor, führte er 1935 Ausgrabungen in der Höhle Cova da Moura (Torres Vedras) durch. In dieser Zeit entdeckte er den kupferzeitlichen Fundplatz von Zambujal, den er seit 1938 häufiger aufsuchte. Es handelte sich damals um einen Hügel hinter einem Bauernhaus, in dessen Umgebung zahlreiche kupferzeitliche Keramikfragmente auftauchten. 1944 führte er auf der Mitte des Hügels eine Sondierungsgrabung durch, bei der er Reste eines Turms entdeckte. Kurz vorher, 1943, heiratete er Maria de Lurdes Fernandes. Aus seiner Ehe gingen drei Kinder hervor: Maria Adelaide (1944), António João (1948) und Leonel Joaquim (1957).

### Archäologische Arbeiten
1950 fand er in den Dünen bei Santa Cruz auf dem heutigen Gelände eines Campingplatzes die paläolithische Station Rossio do Cabo, in der er auch Ausgrabungen durchführte. 1957 begann er, zusammen mit A. R. Belo, Ausgrabungen in Zambujal, die durch Belos Tod im Jahr 1961 zum Stillstand kamen. 1963 wurde er zum korrespondierenden Mitglied der portugiesischen Archäologengesellschaft (Associação dos Arqueólogos Portugueses) ernannt. Im selben Jahr betraute er, durch Vermittlung von Vera Leisner, Hermanfrid Schubart vom Deutschen Archäologischen Institut, Abteilung Madrid, mit der Leitung weiterer Grabungen in Zambujal, die er bis 1973 begleitete. Er wurde 1965 zum Abgeordneten der zweiten Abteilung der „Junta Nacional da Educação“ für die Landkreise Torres Vedras und Lourinhã. 1967 wurde er zum korrespondierenden Mitglied des Deutschen Archäologischen Instituts ernannt, 1969 wurde er Direktor des Städtischen Museums von Torres Vedras (Museu Municipal de Torres Vedras, das heute seinen Namen trägt). 1979 wurde ihm eine Ehrenmedaille der Stadt verliehen („Medalha Comemorativa da Elevação de Torres Vedras“), und 1983 wurde er zu seinem 80. Geburtstag vom damaligen Präsidenten des Deutschen Archäologischen Instituts, Edmund Buchner, besucht, der ihm die Silbermedaille zum 150-jährigen Bestehen des Instituts überreichte. 1987 wurde ihm zu Ehren ein internationales Kolloquium zur Kupferzeit der Iberischen Halbinsel in Torres Vedras veranstaltet mit einer Ausstellung über die Ausgrabungen in Zambujal, bei der ihm die Goldmedaille der Stadt Torres Vedras für seine kulturellen Verdienste verliehen wurde.
In einer Zeit, in der es in Portugal noch keine organisierte Bodendenkmalpflege gab, hat Leonel Trindade durch zahlreiche Prospektionen und den Einsatz privater Geldmittel dafür gesorgt, dass das reiche archäologische Kulturerbe der Region, das durch zunehmende Baumaßnahmen immer stärker gefährdet war, so weit wie möglich bewahrt wurde. Er hat selbst Keramik zusammengesetzt und restauriert und war maßgeblich beim Aufbau eines städtischen Museums beteiligt, dessen Sammlung er später als Direktor neu präsentierte. Er hat den Kontakt zu namhaften Spezialisten für bestimmte Kulturepochen gesucht und dafür gesorgt, dass die Fundorte und Funde in angemessener Art und Weise publiziert wurden. Seinem persönlichen Einsatz ist es zu verdanken, dass der Landkreis von Torres Vedras zu den wichtigen archäologischen Regionen Portugals gehört, und dass sich das Museum seit 1969 mehr und mehr der internationalen Wissenschaft öffnete und so Grundlagen für zahlreiche Publikationen lieferte.

## Veröffentlichungen
- Jean Roche, Leonel Trindade: La station préhistorique de Rossio do Cabo (Santa Cruz - Estremadura). In: Boletim da Sociedade Geológica de Portugal. 9, 1951, S. 219–228.
- Aurélio Ricardo Belo, Leonel Trindade, Octávio da Veiga Ferreira: A gruta da Cova da Moura (Torres Vedras). In: Comunicações dos Serviços Geológicos de Portugal 45, 1961, S. 391–418 (+ Est. I-VI).
- Aurélio Ricardo Belo, Octávio da Veiga Ferreira, Leonel Trindade: Lucerna plimyxos do Museu de Torres Vedras. In: Revista de Guimarães 73, 1963, S. 315–316.
- Leonel Trindade, Octávio da Veiga Ferreira: Sepultura pré-histórica da Serra da Vila (Torres Vedras). In: Revista de Guimarães 73, 1963, S. 83–89 (+ Est. I-V).
- Afonso do Paço, Leonel Trindade: Subsídios para uma carta arqueológica do concelho de Torres Vedras. In: „Arquivo de Beja“ 20–21, 1964, S. 61–68.
- Leonel Trindade, Octávio da Veiga Ferreira: Tesouro pré-histórico de Bonabal (Torres Vedras). In: Revista de Guimarães 74, 1964, S. 271–280.
- Leonel Trindade, Octávio da Veiga Ferreira: Objectos inéditos lusitano-romanos do museu de Torres Vedras. In: Boletim da junta distrital de Lisboa (II Série) 61–62, 1964, S. 265–278.
- Leonel Trindade, Octávio da Veiga Ferreira: Acerca do Vaso «Piriforme» Tartéssico de Bronze do Museu de Torres Vedras. In: Boletim da junta distrital de Lisboa (II Série) 63/64, 1965, S. 175–183.
- Leonel Trindade, Octávio da Veiga Ferreira: Vaso campaniforme «tipo garrafa bojuda» do Museu de Torres Vedras. In: Revista de Guimarães 81, 1971, S. 3–6 (+Fig. 1–3).
- Gretel Gallay, Konrad Spindler, Leonel Trindade, Octávio da Veiga Ferreira: O Monumento pré-histórico de Pai Mogo (Lourinhã). Associação dos Arqueólogos Portuguêses, Lisboa 1973.
- Leonel Trindade, Octávio da Veiga Ferreira: Vaso campaniforme «tipo garrafa bojuda» do Museu de Torres Vedras. In: Torres Cultural 2, 1979, S. 24–25.
- Verschiedene Aufsätze zur Megalithgrab-Nekropole vom Cabeço da Arruda (Torres Vedras).
- Verschiedene Aufsätze zu Zambujal.